# Call Me (Aretha Franklin)
Call Me è una canzone scritta e registrata dalla cantante soul statunitense singer Aretha Franklin. Il singolo fu coprodotto da Jerry Wexler, Tom Dowd e Arif Mardin.

## Il brano
La Franklin ebbe l'ispirazione per il brano dopo aver visto una giovane coppia impegnata in una conversazione, a Park Avenue a New York. Prima di separarsi, la Franklin sentì i due dirsi, "I love you, call me" (in italiano "Ti amo, chiamami").
Call Me fu pubblicato come singolo nel gennaio 1970, estratto dall'album This Girl's In Love with You, e fu un notevole successo, rimanendo per due settimane al vertice della classifica Billboard US R&B Singles, e raggiungendo la posizione numero 13 della Billboard Hot 100.

## Cover
Del brano fu registrata una cover nel 1971 da Diana Ross, ed inclusa nell'album Everythins Is Everything. la versione della Ross fu nominata ai Grammy Award come "migliore interpretazione R&B femminile". Nel 1991 anche Phil Perry ne ha inciso una cover nell'album The Heart of the Man, che ha raggiunto la vetta della Billboard US R&B Singles.

## Tracce
Lato A
1. Call Me

Lato B
1. Son of a Preacher Man